# Национальное движение сельских женщин
Национальное движение сельских женщин (англ. The National Movement of Rural Women, NMRW) — это общественная организация в Африке.
Движение как некоммерческая массовая организация было основано в Южной Африке в 1990 году. Ранее оно было известно как «Движение сельских женщин» (англ. Rural Women's Movement, RWM).

## Концепция
Целью движения было дать право голоса сельским женщинам Южной Африки. Многие женщины в 1990-е годы не могли наследовать землю или свободно говорить о проблемах, с которыми они сталкивались в обществе. Кроме того, до 1994 года замужние чернокожие женщины по закону считались несовершеннолетними. Движение также было поборником признания традиционного права. Движение помогало женщинам создавать свои собственные методы трудоустройства и противостоять репрессивным традициям обычного права. Штаб-квартира движения находится в Маршалтауне.

## История
«Движение сельских женщин» было основано в 1986 году  в Матопестаде и финансировалось организацией Black Sash и ее «Комитетом действий в сельской местности Трансвааля». Цель заключалась в том, чтобы объединить сельских женщин, столкнувшихся с вынужденным переселением, и дать им право голоса. Комитет нанял Лидию Компе, профсоюзного активиста и защитника прав сельских женщин, для координации движения. В 1986 году председателем была избрана Номхлангано Бьюти Мхизе. Движение работало как головная организация, чтобы «мобилизовать более 500 женских групп». В 1990 году движение изменило свое название на «Национальное движение сельских женщин». С помощью Комитета действий в сельской местности Трансвааля в июне 1991 года движение разработало устав.

## Деятельность
К 1993 году движение поставило несколько задач, включая увеличение участия женщин в деревенских собраниях или кготлах, встречи с правительством, изменение «репрессивных традиций», доступ к земле как для одиноких, так и для замужних женщин, а также представительство женщин в правительстве. Поскольку по обычаю для женщин было табу высказываться на публичных собраниях, тех, кто «выступал», часто избивали за это мужья, и более 50 процентов членов движения подвергались домашнему насилию. Еще одной проблемой, с которой столкнулось движение, была незаконная продажа земли и сборы, взимаемые традиционными лидерами. В 2008 году движение получило в аренду ферму недалеко от поселка Мпофомени, где построило учебный центр.

## Внешние ссылки
- Официальный сайт